# Organización Femenina Popular
La Organización Femenina Popular (OFP) es una organización de mujeres de Colombia defensora de los derechos humanos de las mujeres en la construcción de paz creada en 1972 en Barrancabermeja y la región de Magdalena Medio. En la actualidad la organización está presente en 8 municipios de tres departamentos de Colombia: Girón (Santander), Puerto Wilches (Santander), Sabana de Torres (Santander), Lebrija (Santander), Barrancabermeja (Santander), San Pablo (Bolívar), Canta Gallo (Bolívar) y Yondó (Antioquia).
La organización fue fundada en 1972 como organización de base de ámbito local en la diócesis pastoral de Barrancabermeja, ciudad considerada foco histórico de desarrollo y de confrontación política en el país, amenazada y controlada durante el conflicto armado, primero por las guerrillas (ELN, FARC) y posteriormente por paramilitares. En 1988 la organización se desligó de la iglesia católica. Desde el año 2000 adquirió ámbito nacional formando parte del Movimiento de Mujeres contra la Guerra. Entre sus principales objetivos está la lucha por los derechos integrales de las mujeres y la resistencia activa al conflicto social y armado desde las bases. Sus cofundadoras y dirigentes son Matilde Vargas y Yolanda Becerra quien asume la dirección nacional de la organización.
Varias de sus miembros han sido asesinados en la época de control paramilitar de Barrancabermeja: el líder social Diafanol Sierra Vargas (2002),  Esperanza Amaris (2003) miembro desde el año 2000 del equipo base de la Casa de la Mujer del Nor-Oriente de la OFP y Yamile Agudelo fue torturada y asesinada en marzo de 2006. Yolanda Becerra fue atacada, amenazada y torturada en 2007. En 2007 la organización fue galardonada con Premio Per Anger de derechos humanos del gobierno de Suecia. El testimonio de miembros de la organización han sido considerados para la elaboración del Informe Final de la Comisión de la Verdad de Colombia 

## Historia
La OFP surge en 1972 en el marco del programa de la Pastoral Social del sector nororiental de Barrancabermeja en una época de auge de la teología de la Liberación y de los movimientos sociales en Colombia como un proceso organizativo de base, dando sus primeros pasos en la capacitación popular y formación en los Clubes de Amas de Casa.
En 1988 se inicia un proceso de reorganización autónoma independiente desvinculándose de la iglesia católica. La organización también se amplía hacia la región de Magdalena Medio a otros cinco municipios. El trabajo se consolida en 1995.
En 1996 con la escalada de la violencia por el conflicto armado la OFP lanza la propuesta del Movimiento Social de Mujeres contra la Guerra y por la Paz y se afianza el perfil como defensoras de los derechos humanos integrales. A partir del año 2000 la OFP consolida su vínculo con el Movimiento de Mujeres en Contra de la Guerra y la organización adquiere dimensión nacional. Se amplía el trabajo a las ciudades de Bogotá y Neiva. 
En la década de 1998 a 2008 la organización atraviesa uno de los momentos de mayor confrontación política de su historia con la presencia e incursión de grupos paramilitares que tiene como objetivo el control de la ciudad y la imposición de sus propias reglas.
En 2002 la organización contaba con 1.200 asociadas entre Barrancabermeja, Puerto Wilches (Santander), San Pablo, Cantagallo (sur de Bolívar) y Yondó (Antioquía).Las mujeres de la OFP organizaron programas de salud reproductiva, de prevención y atención de la violencia intrafamiiar, de economía solidaria, de organización de comedores populares y convocaron marchas y movilizaciones populares.
Durante el conflicto armado de Colombia la ciudad estaba bajo el control de varios grupos armados : ELN, FARC y desde finales de la década de 1990 de paramilitares. La organización denunció los asesinatos selectivos en diferentes barrios populares de la ciudad, el incremento de las desapariciones forzadas ante la indiferencia de las autoridades civiles y las autoridades militares y de policía. También la intimidación de las mujeres jóvenes con la intención de expulsar a las organizaciones de la zona controlada por los grupos paramilitares
La Campaña Barranca Vive, realizada a principios de los años 2000 aglutinó a organizaciones sociales, de derechos humanos, artistas, ecologistas e iniciativas de paz para desarrollar un acompañamiento solidario a la OFP y a las vecinas y vecinos de Barrancabermeja.
A partir del año 2001, se encuentran registros de desapariciones, desplazamientos, persecuciones y asesinatos por parte de los grupos armados, donde la OFP se pronuncia públicamente denunciando las acciones del paramilitarismo.
En 2023 la organización señala estar presente en 8 municipios de tres departamentos de Colombia: Girón (Santander), Puerto Wilches (Santander), Sabana de Torres (Santander), Lebrija (Santander), Barrancabermeja (Santander), San Pablo (Bolívar), Canta Gallo (Bolívar) y Yondó (Antioquia).

## Marco de trabajo
La organización es definida como «un proceso de organización, formación y movilización popular de mujeres de base, defensoras de los derechos humanos integrales, que se asumen como sujetas políticas de derecho y construyen proyectos de vida digna a partir de la resistencia frente a todas las formas de violencia (económica, social, cultural, civil y política). Tiene como propósito la defensa de la vida y los derechos humanos integrales, reivindicando y vindicando los derechos de la mujer, quien como sujeta política eleve su conciencia de género y de clase, transforme su realidad social y reconstruya el tejido social a partir de sus propias acciones cotidianas civilistas y autónomas.»

## En la Comisión de la Verdad
Las integrantes de la OFP sufrieron impacto a nivel personal, familiar, organizacional y comunitario durante el conflicto armado. algunas de sus integrantes fueron víctimas de persecución, tortura y violencia sexual, a pesar de lo cual continuaron con sus actividades de resistencia y construcción de paz.  Sus testimonios han sido considerados para la elaboración del Informe Final de la Comisión de la Verdad de Colombia creada en 2017.

## Plan Acción Nacional 1325
La OFP desde su territorio participa en el Plan de Acción Nacional 1325 de Colombia (PAN1325) iniciada en octubre de 2022 en referencia al cumplimiento la Resolución 1325 de Naciones Unidas como resultado del trabajo histórico de las organizaciones de mujeres y feministas en el marco del compromiso del Gobierno Nacional por incorporar de manera efectiva una agenda de mujeres, paz y seguridad.
En los últimos años han desarrollado proyectos de cooperación internacional en el marco de la reconstrucción de la paz, entre ellos con Ayuda Protestante Suiza (Heks) y Sisma Mujer, un proyecto orientado a fortalecer las acciones jurídicas de las mujeres y herramientas de incidencia para la negociación con la Unidad de Víctimas (entre otras entidades), desarrollan 3 componentes: uno de ellos tienen que ver con la reconstrucción de la memoria histórica y con una categorización de las violaciones sufridas por la OFP.
La OFP también implementó la iniciativa ‘Cortes de mujeres’ como estrategia de fortalecimiento del Movimiento social de Mujeres Contra la Guerra y por la Paz. Se trata de audiencias públicas para visibilizar la real situación de las mujeres, avanzar en la construcción de la memoria colectiva de los daños individuales y colectivos causados, documentar las violencias de las que han sido víctimas las mujeres en la región, generar sanción social y política mediante el fallo-veredicto emitido como resultado de las Cortes y construir una agenda de incidencia política en los temas que las mujeres definan como prioritarios y estratégicos en materia normativa.

## Premios
- 2007 Premio Per Anger